# West Coast Hockey League
La Ligue de hockey sur glace de la côte ouest (West Coast Hockey League) est une ligue mineure de hockey sur glace aux États-Unis qui a existé de 1995 à 2003. 

## Présentation
Le nombre d'équipes comptait de six à neuf équipes qui étaient originaires de l'Alaska, l'Arizona, la Californie, le Colorado, l'Idaho, le Nevada et de Washington. 
La ligue était formée en partie par la conversion de la Pacific Southwest Hockey League du statut semi-professionnel à professionnel. Les équipes initiales étaient les Gold Kings de l'Alaska, les Aces de l'Alaska, les Fog de Bakersfield, les Falcons de Fresno, les Renegades de Reno et les Gulls de San Diego.
En 2003, la WCHL (et la Coupe Taylor) a été absorbée par l'East Coast Hockey League. Six équipes de la WCHL, Alaska, Bakersfield, Fresno, Idaho, Long Beach et San Diego, ont rejoint l'ECHL.

## Équipes[1]
- Gold Kings de l'Alaska (1995-1997)
- Aces d'Anchorage (1995-2003)
- Fog de Bakersfield (1995-1998)
- Condors de Bakersfield (1998-2003)
- Gold Kings du Colorado (1998-2002)
- Falcons de Fresno (1995-2003)
- Steelheads de l'Idaho (1997-2003)
- Ice Dogs de Long Beach (2000-2003)
- Mustangs de Phoenix (1997-2001)
- Renegades de Reno (1995-1997)
- Rage de Reno (1997-1998)
- Gulls de San Diego (1995-2003)
- Sabercats de Tacoma (1997-2002)[2]
- Gila Monsters de Tucson (Javalinas de Tucson en 1999) (1997-1999)

## Coupe Taylor
La Coupe Taylor est le trophée remis au vainqueur du championnat WCHL. Elle est nommée ainsi en référence au fondateur de la ligue qui a également été propriétaire de trois des six équipes initiales (Bakersfield, Fresno, Reno). Ci-dessous sont listés les différents vainqueurs :
- 1995-1997 : Gulls de San Diego
- 1997-1998 : Gulls de San Diego
- 1998-1999 : Sabercats de Tacoma
- 1999-2000 : Mustangs de Phoenix
- 2000-2001 : Gulls de San Diego
- 2001-2002 : Falcons de Fresno
- 2002-2003 : Gulls de San Diego